# Palasea menecles
Palasea menecles är en fjärilsart som beskrevs av Fawcett 1915. Palasea menecles ingår i släktet Palasea och familjen tofsspinnare. Inga underarter finns listade i Catalogue of Life.